# Hal (Qubadli)
Pour les articles homonymes, voir Hal.
Hal est un village de la région de Qubadli en Azerbaïdjan.

## Histoire
En 1993-2020, Hal était sous le contrôle des forces armées arméniennes. En 2020, le village de Hal a été restitué sous le contrôle de l'Azerbaïdjan.